# Discos Musart
Discos Musart es una compañía discográfica mexicana fundada en el año 1948. Está localizada en la Ciudad de México y es uno de los sellos nacionales más importantes con su enfoque en la música de México así como en los lanzamientos internacionales con licencia de varios sellos de alrededor del mundo (como en el caso de su serie llamada Eurodisco). A través de los años, ha impreso y reeditado también en sus marcas Trébol, Oasis, Balboa, Globo, DLV, Zeida y Rex (la cual manejó Discos Rubí). Durante la década de 1950, Musart distribuyó álbumes del sello cubano Panart en México.
Antes de que Capitol Records apareciera en México en mayo del año 1965, cinco discos LP y varios sencillos y EP de The Beatles fueron editados por Musart en México en modo monoaural. Capitol posteriormente reeditaría los LP monoaurales y en estéreo con las mismas canciones editadas por Musart.
A Inicios del 2013, La Compañía Discográfica Sony Music México Comenzaría a distribuir algunas de sus producciones de manera física como digital, Hasta que en Marzo del año 2016, Concord Music adquirió el 50% de la discográfica Musart.Pese a su adquisición con Concord, Sony Music México seguiría distribuyendo en años posteriores pero en formato físico y Concord Music de manera digital.

## Artistas
Algunos de ellos son:
- Genaro Soto
- Los Player's De Tuzantla
- La Dinastía De Tuzantla
- Alberto Vázquez
- Angélica María
- Antonio Aguilar
- Arnulfo Briceño
- Binomio de Oro
- Byanka
- Carmela Rey
- Click!
- César Costa
- Crystal
- Eulalio González
- Flor Silvestre
- Gloria Lasso
- Julio Jaramillo
- Joan Sebastián
- Juan Torres
- Lorenzo Antonio
- Lucha Villa
- Lucerito
- Manolo Muñoz
- Pepe Aguilar
- Pancho Barraza (bajo la licencia de Balboa Records)
- Sylvester James
- Uberto Zanolli
- Junior Klan
- Paquita la del Barrio
- Chalino Sánchez o Rosalino Sánchez Felix
- Jorge Luis Cabrera (bajo la licencia de Balboa Records)
- Sergio Mendivil Y Sus Huellas (bajo la licencia de Balboa Records)
- Marisol (licencia de Discos Zafiro)
- The Beatles (bajo la licencia de Capitol Records)
- Franck Pourcel (licencia de Odeon)
- Creedence Clearwater Revival (bajo la licencia de Liberty Records)
- La Sonora Dinamita (bajo la licencia de Discos Fuentes)
- Los Pasteles Verdes (bajo la licencia de INFOPESA *Industria Fonográfica Peruana S.A.*, Orfeón, Discos Continental, Luna Records, Microfón,   Discos DLB y Discos Universal)
- Parchís (bajo la licencia de Discos Belter)
- Vengaboys (bajo la licencia de Strictly Rhythm)
- Polymarchs
- Grupo Laberinto
- Polo Polo
- Carlos y José (bajo la licencia de DLV)
- Los Barón de Apodaca (bajo la licencia de DLV)
- Los Cougar's (bajo la licencia de DLV)
- Orquesta Aragón (bajo la licencia de EGREM)
- Los Huracanes del Norte (bajo la licencia de Luna Records)
- Los Caminantes (bajo la licencia de Luna Records)
- Grupo El Tiempo (bajo la licencia de Luna Récords)
- Ricchie & Poveri (bajo la licencia de Baby Records)
- Ángel Ríos y sus Bucaneros
- Xavier Passos
- Los Joao
- Los Bravos del Norte de Ramón Ayala (bajo la licencia de DLV)
- Grupo Libra (bajo la licencia de Balboa Records)
- Banda Crucero (bajo la licencia de Balboa Records)
- Banda Brava (bajo la licencia de Balboa Records)
- Banda Guadalajara Express (bajo la licencia de Balboa Records)
- Banda Cuisillos De Arturo Macias
- Banda La Pirinola De Cuisillos Jalisco (bajo la licencia de Balboa Records)
- Banda Pelillos (bajo la licencia de Balboa Records)
- Banda Los Recoditos
- Banda Torera Del Valle (bajo la licencia de Balboa Records)
- Vaqueros Musical
- Chalo Rivas
- Andariegos Band (bajo la licencia de Discos Fonorama)
- Banda Pachuco (bajo la licencia de Luna Records)
- Grupo I (bajo la licencia de Tropi Rollo)
- La Promezza de Durango
- Chuy y Jesús
- Banda La Costeña
- Trío Armonía Huasteca
- Míster Chivo (bajo la licencia de DLV)
- Mi Banda El Mexicano
- Grupo Lluvia (bajo la licencia de Balboa Records)
- Los Comodines de Guadalupe(Bajo la licencia de DLV)
- Los Rancheritos de Topo Chico (bajo la licencia de DLV)
- Los Hermanos Barrón (bajo la licencia de DLV)
- Los Invasores de Nuevo León (bajo la licencia de DLV)
- Los Felinos
- Super Brujo (bajo la licencia de DLV)
- Los Leones del Norte (bajo la licencia de DLV)
- Luís y Julián (bajo la licencia de DLV)
- Los Potros (bajo la licencia de MCM Peerless)
- Grupo Zaaz (bajo la licencia de DLV)
- Grupo La Concentración
- Tropical Caribe (bajo la licencia de DLV)
- El Palomo y El Gorrión (bajo la licencia de DLV)
- Gustavo Quintero (bajo la licencia de Discos Fuentes y después de Codiscos)
- Grupo Latino (bajo la licencia de Peerless)
- Grupo Flamingo (bajo la licencia de DLV)
- Los Potrillos de Nuevo León (bajo la licencia de DLV)
- Los Brillantes de Monterrey (bajo la licencia de DLV)
- Mario Saucedo y sus Embajadores Norteños (bajo la licencia de DLV)
- Los Bronce de Apodaca (bajo la licencia de DLV)
- Grupo Ángel del Amor (bajo la licencia de DLV)
- Lalo Mora (bajo la licencia de DLV)
- Los Yumas de Zacatecas (bajo la licencia de DLV)
- Grupo Vaquero (bajo la licencia de DLV)
- Grupo Bagdad (bajo la licencia de DLV)
- Grupo Niche (bajo la licencia de Zeida)
- La Misma Gente
- Lisandro Meza
- Orquesta Matecaña
- Óscar D'León
- Dimensión Latina
- Willie Rosario
- Frankie Ruiz
- Eddie Santiago
- Grupo Clase
- Los Mendívil (bajo la licencia de Balboa Records)
- Patrulla 81 (bajo la licencia de Discos Garmex Records)
- La Historia Musical De México
- Los Súper Lamas
- Manuel Eduardo y sus Canallas
- Elenco de "Juguemos a cantar"
- Súper Grupo Astuzia (bajo la licencia de Balboa Records)
- Ricardo Padilla
- Sepultura (banda) (bajo licencia de Roadrunner Records)
- Vilma Palma e Vampiros (bajo licencia de Barca Discos)
- La matatena (bajo licencia de Opción Sónica)
- Grupo climax (bajo licencia de balboa records)
- Zayda y los culpables
- Los hijos del pueblo